# Kevin Stitt
Kevin Stitt (hay John Kevin Stitt, sinh ngày 28 tháng 12 năm 1972), người Mỹ bản địa, là một doanh nhân và chính trị gia người Mỹ. Ông hiện là Thống đốc thứ 28 của tiểu bang Oklahoma kể từ tháng 1 năm 2019. Ông là người sáng lập và là cựu Chủ tịch kiêm Giám đốc điều hành của doanh nghiệp Gateway Mortgage Group. Ông tham gia tranh cử và được bầu làm Thống đốc vào năm 2018, trở thành người Mỹ bản địa tại Hoa Kỳ thứ hai giữ chức Thống đốc Oklahoma, sau Johnston Murray.
Kevin Stitt là một Đảng viên Đảng Cộng hòa, học vị Cử nhân Khoa học chuyên ngành Kế toán, chính trị gia bảo thủ. Ngoài việc thực hiện các chính sách của phe Cộng hòa, ông còn nổi bật với việc xây dựng những chương trình liên kết, thỏa thuận, thương lượng về kinh doanh, xã hội cùng các bộ lạc da đỏ ở Oklahoma, là một thành viên của bộ lạc trong liên minh da đỏ Oklahoma.

## Xuất thân và giáo dục
Kevin Stitt sinh ra ở thành phố Milton, quận Santa Rosa, Florida, Hoa Kỳ, tên khai sinh là John Kevin Stitt, trải qua những năm đầu đời ở thị trấn Wayne, quận McClain, Oklahoma. Ông mang trong mình dòng màu của người Mỹ bản địa ở Hoa Kỳ. Sau đó ông chuyển đến Norman, nơi bố của ông là mục sư của Nhà thờ Riverside. Ông theo học phổ thông ở vùng đất này, tốt nghiệp Trường Trung học Norman, rồi tới Stillwater theo học Đại học Bang Oklahoma, tốt nghiệp Cử nhân Khoa học chuyên ngành Kế toán. Kevin Stitt đã tự mình lao động để trang trải cho việc học đại học của bản thân bằng cách bán các sản phẩm giáo dục tận nơi với dịch vụ Southwestern Advantage. Năm 1990, trong năm đầu tiên là nhân viên bán hàng, ông trở thành người đầu tiên trong lịch sử 115 năm của Southwestern Advantage đạt được doanh số bán hàng cao nhất với tư cách là nhân viên bán hàng năm đầu tiên. Trong thời đại học, ông là thành viên của chương Gamma Lambda của nhóm huynh đệ Beta Theta Pi.

## Sự nghiệp kinh doanh
Sau khi tốt nghiệp, Kevin Stitt làm việc trong lĩnh vực dịch vụ tài chính. Năm 2000, ông thành lập công ty Gateway với nguồn lực ban đầu là 1.000 USD và một chiếc máy tính cầm tay. Trở ngại đầu tiên của doanh nghiệp là thủ tục được chấp thuận tư cách là người cho vay của Cơ quan Quản lý Nhà ở Liên bang (FHA), yêu cầu tài sản ròng ít nhất là 50.000 USD. Để đạt được điều đó, Kevin Stitt đã thế chấp nhà, đến năm 2002, Gateway bảo đảm dây chuyền cho vay đầu tiên của mình, bắt đầu xin giấy phép ở các bang khác ngoài Oklahoma, và bắt đầu tuyển dụng nhân viên. Đến năm 2006, hãng có hơn 400 nhân viên, chuyển sang công ty cổ phần, và ông là Chủ tịch kiêm Giám đốc điều hành Gateway Mortgage Group, giữ chức chủ tịch cho đến khi nhậm chức Thống đốc. Gateway là một công ty hạng trung có trụ sở tại Jenks, Oklahoma với hơn 1.200 người và bắt đầu thế chấp ở 41 tiểu bang.

## Thống đốc Oklahoma

### Tranh cử

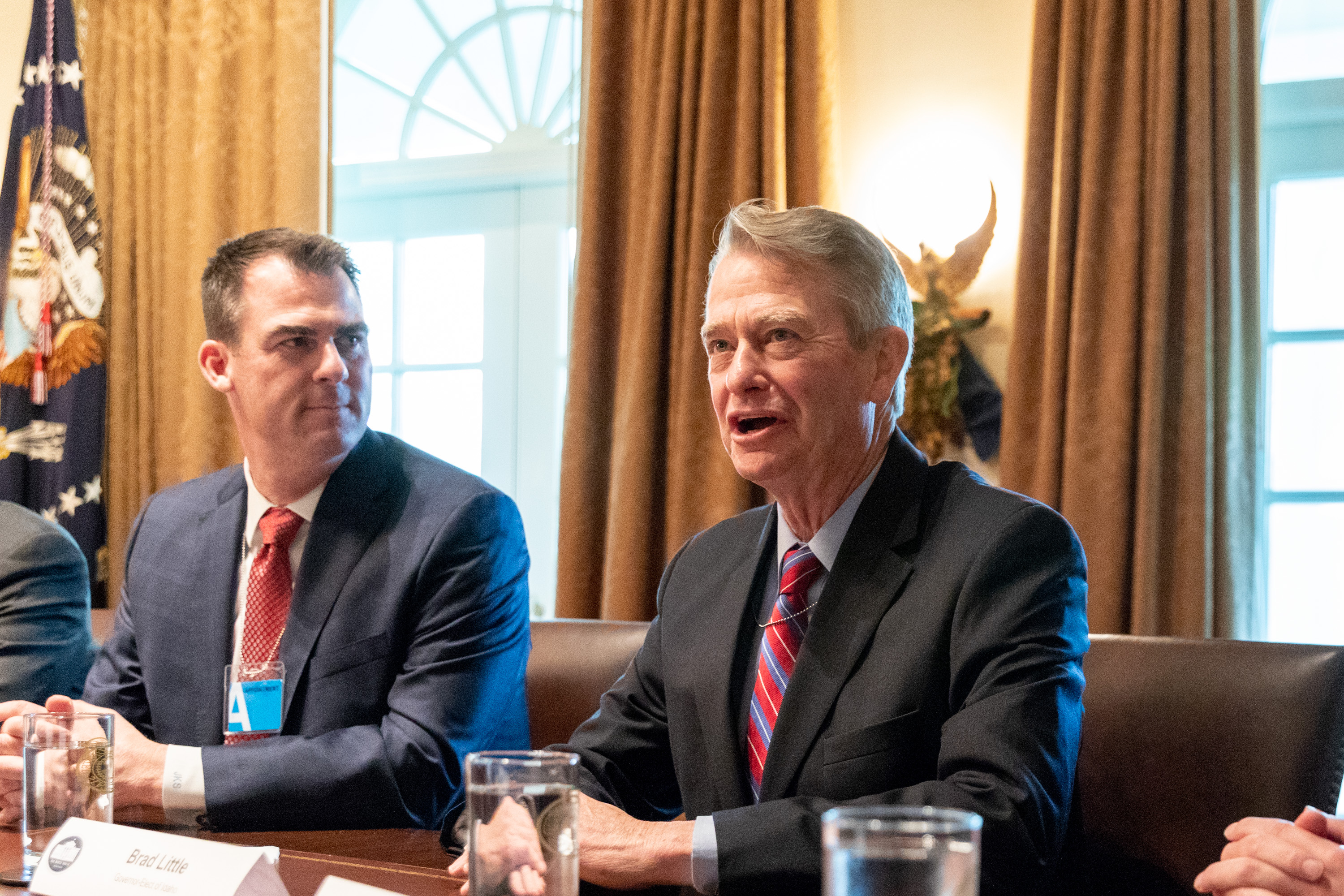
Kevin Stitt và Thống đốc Idaho Brad Little tại Nhà Trắng năm 2018.

Vào tháng 7 năm 2017, Kevin Stitt tuyên bố ứng cử cho sự đề cử của Đảng Cộng hòa, tham gia tranh cử Thống đốc Oklahoma vào năm 2018. Đối mặt với chín ứng cử viên khác trong cuộc bầu cử sơ bộ, ông đã triển khai một chiến dịch trên toàn tiểu bang với các điểm chủ chốt ở hầu hết các thành phố và thị trấn trong tất cả 77 quận. Trong bầu cử sơ bộ vòng một, ông về nhì, xếp sau Mick Cornett, xếp trên cựu Phó Thông đốc Todd Lamb. Trong vòng thứ hai của nội bộ đảng vào ngày 28 tháng 8, Kevin Stitt đã đánh bại Mick Cornett, cựu Thị trưởng thành phố Oklahoma, trở thành ứng viên Cộng hòa. Ông công bố liên kết với Matt Pinnell, là đồng minh đồng hành của mình. Trong cuộc tổng tuyển cử tháng 11, ông đã đánh bại ứng cử viên của Đảng Dân chủ, cựu Tổng Chưởng lý Drew Edmondson và Chris Powell của Đảng Tự do. Bênh cạnh đó, Kevin Stitt đã nhận được sự ủng hộ quan trọng từ bộ ba lãnh đạo bảo thủ là Thượng nghị sĩ Hoa Kỳ Ted Cruz, Rick Santorum và Tom Coburn; các chính khách như của cựu đối thủ nội bộ đảng Mick Cornett, Thống đốc đương nhiệm Oklahoma Mary Fallin, và Tổng thống Donald Trump.
Trong chiến dịch tranh cử của mình, Kevin Stitt tự gọi mình là người tạo việc làm duy nhất với kinh nghiệm kinh doanh đã được chứng minh, và nhấn mạnh nền tảng kinh doanh của mình. Ông kêu gọi bang trở thành top 10 về tăng trưởng việc làm, top 10 về giáo dục và top 10 về cơ sở hạ tầng. Trong cuộc tổng tuyển cử, cuộc đua sát nút đã thu hút sự chú ý ngày càng nhiều từ các phương tiện truyền thông quốc gia và các nhân vật chính trị. Phó Tổng thống Mike Pence vận động ủng hộ Kevin Stitt trong cùng phe Cộng hòa.

### Nhiệm kỳ
Sau cuộc bầu cử, các hoạt động chuyển tiếp bắt đầu khi Kevin Stitt chuẩn bị nhậm chức. Ngày 14 tháng 1 năm 2019, ông tuyên thệ nhậm chức tại Điện Oklahoma. Chánh án Oklahoma Noma Gurich tuyên thệ nhậm chức ông và Phó Thống đốc Matt Pinnell. Sau đó, ông đã có một bài diễn văn nhậm chức kéo dài 15 phút.
Về tổ chức: trước khi nhậm chức, Kevin Stitt đã đề cử cựu Dân biểu bang Michael Rogers làm Ngoại trưởng và Phó Thị trưởng Tulsa, Michael Junk, người từng là cố vấn của các Thượng nghị sĩ Hoa Kỳ Jim Inhofe và Tom Coburn, làm Chánh văn phòng. Vào ngày 23 tháng 12 năm 2019, với lý do bất đồng với Thống đốc về việc xử lý các cuộc đàm phán với các bộ tộc da đỏ khác nhau của bang về các vụ cờ bạc, Bộ trưởng Người Mỹ bản địa Lisa Johnson Billy đã trở thành thành viên đầu tiên trong nội các của Kevin Stitt từ chức.

#### Chính sách phe Cộng hòa

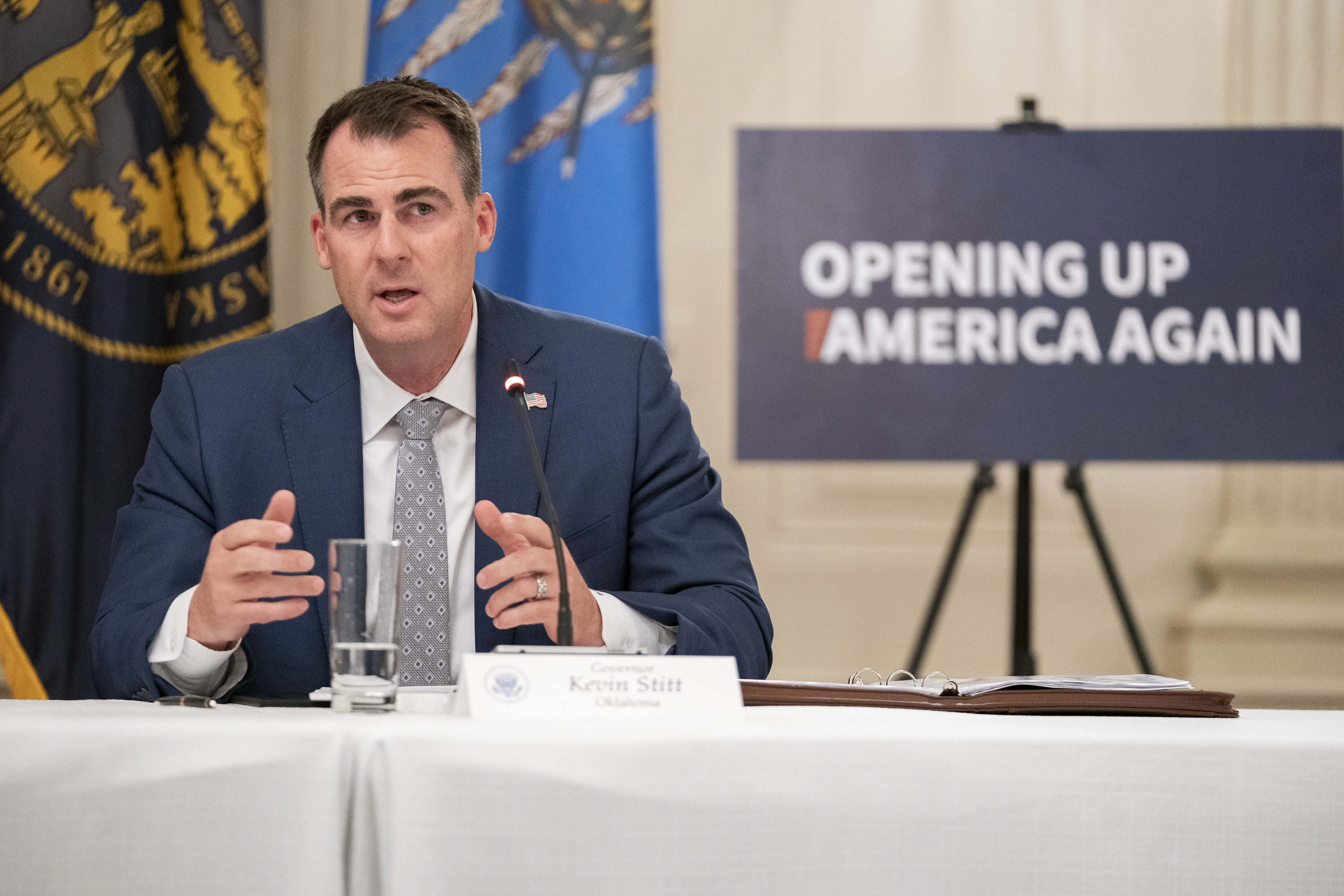
Kevin Stitt tham luận về chính sách kinh doanh Oklahoma 2020.

Về hình sự: Oklahoma có lịch sử lâu đời với án tử hình, từng tiến hành các vụ hành quyết nhiều thứ ba kể từ khi án tử hình được phục hồi trong vụ án Gregg v. Georgia (1976). Vào ngày 13 tháng 2 năm 2020, Kevin Stitt thông báo rằng lệnh cấm tử hình, một lệnh liên bang năm 2015 sẽ được dỡ bỏ ở tiểu bang. Về vũ khí: đạo luật đầu tiên mà ông ký sau khi nhậm chức cho phép bất kỳ ai từ 21 tuổi trở lên, hoặc 18 tuổi nếu là thành viên hoặc cựu chiến binh của Quân đội Hoa Kỳ, được mang súng mà không cần xin giấy phép hoặc hoàn thành khóa đào tạo. Ông cũng đã ký lệnh HB2010, mở rộng các địa điểm có thể mang súng bao gồm các vườn thú và công viên thành phố, bất kể kích thước, miễn là nó được che giấu. Về sinh sản: ông thực hiện các chính sách cấm phá thai của phe Công hòa, đã nhận được số điểm 100% từ nhóm ủng hộ pro-life chống phá thai Oklahomans for Life. Sau nhiều tháng thương lượng với các nhà lãnh đạo lập pháp, ông đã ký HB2612, Đạo luật Bảo vệ Bệnh nhân và Cần sa Y tế Oklahoma, còn được gọi là dự luật thống nhất cần sa, HB2612 cung cấp một khuôn khổ về cần sa y tế rộng rãi, bao gồm các yêu cầu cấp phép và quyền cho bệnh nhân.
Ông ký lệnh SQ780, thay đổi cách phân loại tội phạm tàng trữ ma túy đơn giản từ trọng tội thành nhẹ và tăng giới hạn đối với tội phạm tài sản bị coi là trọng tội, đã giảm 26% tỷ lệ truy tố trọng tội trên toàn tiểu bang vào năm 2018. Vào tháng 5 năm 2019, ông đã đề xuất một số ý tưởng, bao gồm việc làm cho các tiêu chuẩn tuyên án của SQ780 có hiệu lực trở lại, cấm hồ sơ tội phạm được xem xét để cấp phép hành nghề và cơ cấu lại kế hoạch tài trợ cho các văn phòng luật sư quận khác nhau. Cơ quan lập pháp đã đưa SQ780 có hiệu lực hồi tố bằng cách cho phép ân xá cho những người bị kết án trước khi SQ780 có hiệu lực và cải cách việc cấp phép hành nghề, nhưng không thông qua các dự luật cải tổ hệ thống bảo lãnh tiền tại ngoại của Oklahoma. Để đối phó với những thất bại về mặt lập pháp, Kevin Stitt đã ban hành lệnh hành pháp thành lập một nhóm nghiên cứu để đưa ra các khuyến nghị về cải cách tư pháp hình sự trong tương lai; xem xét trong kỳ họp lập pháp năm 2020, đặc biệt nhấn mạnh vào việc giảm tỷ lệ giam giữ ở Oklahoma.

#### Cải cách tổ chức

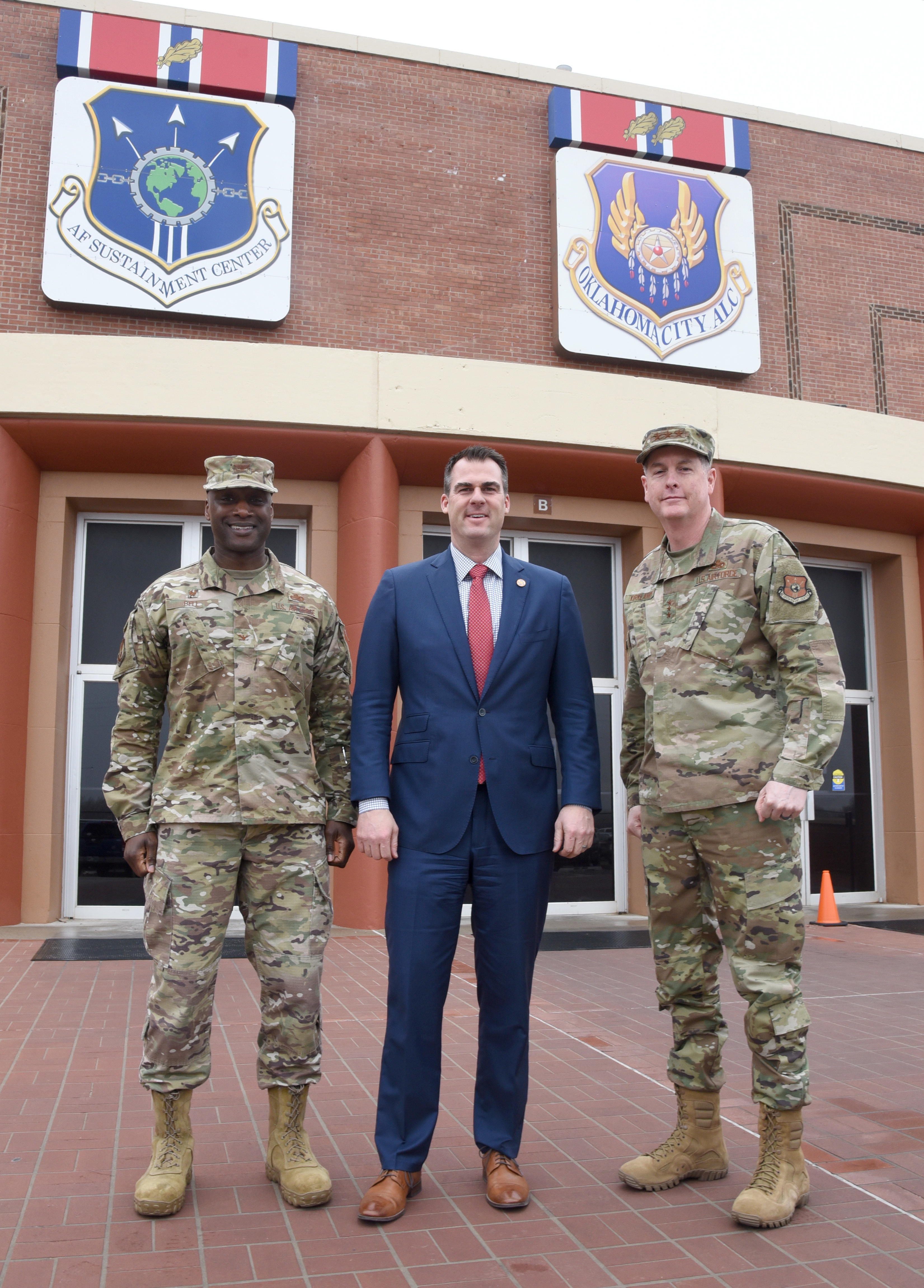
Kevin Stitt thăm đội Tinker năm 2019.

Trong bài phát biểu đầu tiên của mình, Kevin Stitt kêu gọi tăng cường quyền bổ nhiệm đối với các cơ quan lớn của nhà nước. Hội đồng Lập pháp Oklahoma đã chấp thuận yêu cầu của ông bằng cách thông qua năm đạo luật mới, trao cho ông quyền kiểm soát trực tiếp đối với Cục Chỉnh lý Oklahoma, Cơ quan chăm sóc sức khỏe Oklahoma, Sở Giao thông vận tải Oklahoma, Văn phòng các vấn đề vị thành niên Oklahoma và Cục Sức khỏe Tâm thần và Chất gây nghiện Oklahoma. Các cơ quan này trước đây nằm dưới sự kiểm soát của các hội đồng hoặc ủy ban nhiều thành viên, hoạt động độc lập với Thống đốc. Để đổi lấy quyền bổ nhiệm bổ sung và theo yêu cầu của các nhà lãnh đạo lập pháp, Kevin Stitt đã ký thành luật SB1, thành lập Văn phòng Minh bạch Tài chính Oklahoma trong nhánh lập pháp. Dưới sự chỉ đạo của một ủy ban giám sát bao gồm các thành viên của Thượng viện và Hạ viện của tiểu bang, văn phòng sẽ cung cấp các dịch vụ kiểm toán, đánh giá và điều tra cho cơ quan lập pháp liên quan đến ngân sách đề xuất của Thống đốc và các khoản chi tiêu của cơ quan hành pháp.

### Xã hội bộ lạc
Theo thẩm quyền của Đạo luật Quản lý trò chơi của người Mỹ bản địa Liên bang (Indian Gaming Regulatory Act), vào năm 2004, các cử tri ở Oklahoma đã chấp thuận thông qua đạo luật này ở tiểu bang Oklahoma. Theo Đạo luật, bang Oklahoma cung cấp cho mỗi bộ tộc da đỏ được liên bang công nhận quyền tiến hành cờ bạc thương mại trong lãnh thổ của mình khi chấp nhận các điều khoản của trò chơi cờ bạc thống nhất giữa các bộ lạc của bang. Thỏa thuận thu gọn cho phép các bộ lạc nhỏ tiến hành chơi trò chơi để đổi lại phí độc quyền cho kho bạc ngân khố tiểu bang trung bình 6% doanh thu từ trò chơi. Trong một buổi họp báo vào tháng 7 năm 2019 tại Tulsa, sau đó là một lá thư gửi cho các thủ lĩnh của 35 bộ lạc Oklahoma, Kevin Stitt đã kêu gọi các nhà lãnh đạo bộ lạc thương lượng lại về điều khoản của bản hợp đồng trước ngày hết hạn. Đặc biệt, ông kêu gọi tăng phí độc quyền lên từ 13% đến 25%.
Vào tháng 8 năm 2019, các bộ lạc khác nhau đã từ chối gặp Kevin Stitt để thương lượng về số tiền phí độc quyền trừ khi ông thừa nhận rằng hợp đồng này sẽ tự động gia hạn. Ông đã đề xuất một cuộc thảo luận khác nhưng các bộ lạc đã từ chối. Vào cuối tháng 12 năm 2019, các bộ lạc Choctaw, Cherokee và Chickasaw đã đệ đơn kiện lên Tòa án Quận phía Tây Hoa Kỳ yêu cầu vùng Tây Oklahoma chấm dứt tranh chấp về vụ việc này. Đến ngày 31 tháng 12, Kevin Stitt đã ký gia hạn giấy phép săn bắn và đánh bắt cá với Choctaw Nation, một điểm gây tranh cãi trước đó. Vào ngày 28 tháng 7 năm 2020, Thẩm phán Hoa Kỳ cấp quận Timothy DeGiusti đã ra phán quyết có lợi cho các bộ lạc, cho rằng hợp đồng của họ với bang sẽ tự động gia hạn thêm thời hạn 15 năm vào ngày 1 tháng 1 năm 2020. Một tuần trước đó, vào ngày 21 tháng 7, Tòa án Tối cao Oklahoma đã ra phán quyết rằng các máy chơi game mới được bang và bộ lạc Comanche và bộ lạc Otoe-Missouria ký kết là không hợp lệ theo luật của bang. Tòa án phán quyết rằng Kevin Stitt đã đi quá quyền hạn của mình.

## Lịch sử tranh cử
Tính đến 2021, Kevin Stitt chỉ một lần tham gia đợt bầu cử Thống đốc Oklahoma năm 2018.
| Đảng          | Đảng          | Thành viên          | Phiếu bầu | %     |
| ------------- | ------------- | ------------------- | --------- | ----- |
|               | Cộng hòa      | Mick Cornett        | 132,806   | 29.3  |
|               | Cộng hòa      | Kevin Stitt         | 110,479   | 24.4  |
|               | Cộng hòa      | Todd Lamb           | 107,985   | 23.9  |
|               | Cộng hòa      | Dan Fisher          | 35,818    | 7.9   |
|               | Cộng hòa      | Gary Jones          | 25,243    | 5.6   |
|               | Cộng hòa      | Gary Richardson     | 18,185    | 4.0   |
|               | Cộng hòa      | Blake Stephens      | 12,211    | 2.7   |
|               | Cộng hòa      | Christopher Barnett | 5,240     | 1.2   |
|               | Cộng hòa      | Barry Gowdy         | 2,347     | 0.5   |
|               | Cộng hòa      | Eric Foutch         | 2,292     | 0.5   |
| Tổng số phiếu | Tổng số phiếu | Tổng số phiếu       | 452,606   | 100.0 |

| Đảng          | Đảng          | Thành viên    | Phiếu bầu | %     |
| ------------- | ------------- | ------------- | --------- | ----- |
|               | Cộng hòa      | Kevin Stitt   | 164,892   | 54.56 |
|               | Cộng hòa      | Mick Cornett  | 137,316   | 45.44 |
| Tổng số phiếu | Tổng số phiếu | Tổng số phiếu | 302,208   | 100.0 |

| Đảng          | Đảng             | Thành viên     | Phiếu bầu | %      |
| ------------- | ---------------- | -------------- | --------- | ------ |
|               | Cộng hòa         | Kevin Stitt    | 644,579   | 54.33% |
|               | Dân chủ          | Drew Edmondson | 500,973   | 42.23% |
|               | Tự do            | Chris Powell   | 40,833    | 3.44%  |
| Tổng số phiếu | Tổng số phiếu    | Tổng số phiếu  | 1,186,385 | 100.0% |
|               | Cộng hòa Giữ ghế |                |           |        |

## Đời tư
Kevin Stitt kết hôn với vợ là Sarah Hazen năm 1998, hai người sinh sống ở thành phố Jenks, quận Tulsa, Oklahoma. Hai vợ chồng có sáu người con. Về mặt cộng đồng Kevin Stitt là thành viên của Bộ lạc Cherokee.